# Der zehnte Tag
Der zehnte Tag (Originaltitel: La Décade prodigieuse) ist ein französischer Psycho-Thriller des Regisseurs Claude Chabrol. Er basiert auf dem gleichnamigen Roman von Ellery Queen.

## Handlung
Der junge Kunststudent Charles Van Horn, ein angehender Bildhauer, wacht in einem Pariser Hotel mit blutverschmierten Händen auf. Er bittet seinen Professor Paul Regis, ihm zu helfen und zu seinen Eltern ins Elsass zu begleiten, da er sich allein nicht traut. Paul findet heraus, dass Charles‘ schlechtes Verhältnis zu seinem Vater Theo Van Horn vor allem darauf beruht, dass er ein heimliches Verhältnis mit seiner etwa gleichaltrigen Stiefmutter Hélène hat. Nun erpresst jemand die beiden mit entwendeten Liebesbriefen. Paul steht zwischen allen Stühlen: Einerseits möchte er Charles helfen, aber der Erpresser wird immer dreister. Andererseits zieht ihn Theo immer mehr ins Vertrauen. Er appelliert an Pauls analytischen Verstand, damit dieser ihm bei einigen mysteriösen Vorfällen helfen könne. Theo weiß, dass Charles ihn bestiehlt, möchte ihn aber weiter als Künstler fördern. Aber ist er wirklich der fürsorgliche Adoptivvater, für den er sich ausgibt?